# Sarah Tyson Hallowell
Pour les articles homonymes, voir Tyson et Hallowell.
Sarah (ou Sara) Tyson Hallowell née le 7 décembre 1846 à Philadelphie (Pennsylvanie) et morte le 19 juillet 1924 à Moret-sur-Loing, est une conservatrice de musée américaine.
Elle organise un certain nombre d'expositions majeures à Chicago dont les peintures murales du Women's building de l'Exposition universelle de 1893 à Chicago en collaboration avec Bertha Palmer. Elle s'installe ensuite à Paris, où elle travaille pour l'Art Institute of Chicago pour repérer des œuvres d’intérêt. Pendant la Première Guerre mondiale, elle se porte volontaire dans un hôpital en France puisqu'elle y vit.

## Famille

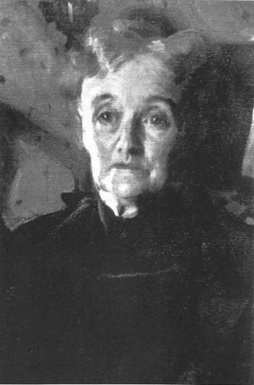
Mary Morris Tyson, mère de Sara Tyson Hallowell par Anders Zorn (1893).

Sarah Tyson Hallowell est née à Philadelphie, Pennsylvanie le 7 décembre 1846. Ses parents sont Caleb W. Hallowel, et Mary Morris Tyson Hallowell, mariés le 11 juin 1840. Caleb Hallowell est un marchand de Philadelphie  né en 1815 et mort de la tuberculose en 1858. Sa mère est née en 1820 et décédée en 1913 à Moret-sur-Loing.
Mary et Caleb sont tous deux nés dans un milieu quaker mais avaient pris leur distance au moment de leur mariage. Leurs enfants restent influencés par le biais de leurs familles.
Le neveu de Sarah Tyson Hallowell est l'artiste américain George Hawley Hallowell (1872-1926) de Boston. Sa nièce, qui vit avec elle en France, est la peintre Harriet Hallowell.

## Carrière
À l'âge de 20 ans, Sarah Tyson Hallowell déménage avec sa mère à Chicago et organise des expositions d'art moderne. En 1870, elle vit avec quatre de ses cinq frères et sœurs dans la maison de sa mère.
Elle se rend aux poles artistiques européens pour trouver des œuvres d'art pour les expositions de Chicago et rentre en contact avec William Merritt Chase, James McNeill Whistler, John Singer Sargent et d'autres artistes de l’École de Barbizon ou d'ailleurs. Elle popularise l'impressionnisme en exposant les œuvres de Degas, Monet, Pissarrol, Alfred Sisley, et Pierre-Auguste Renoir dans le salon Inter-États de Chicago de 1890 avec la collaboration de la galerie Durant-Ruel.
Sarah Tyson Hallowell travaille pour des collectionneurs d'art de Chicago dont Bertha Palmer. Elle est également membre de l' Antiquarian Society , une association d'antiquaires. Elle aide à promouvoir le développement de l'Art Institute of Chicago. Elle a des responsabilités croissantes dans la gestion des expositions. Carolyn Kinder Carr, auteur de Sara T. Hallowell: Forsaking Plain for Fancy, a déclaré qu'elle fut la première femme à gérer des expositions. Elle aurait fait partie d'un groupe de femmes qui furent étudiantes à l'École de l'Art Institute de Chicago.

### Exposition universelle de 1893

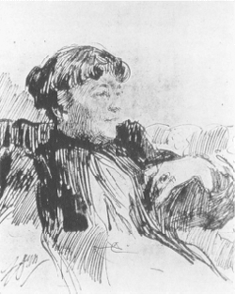
Anders Zorn, Sarah Tyson Hallowell, National Portrait Gallery, Washington (1893).

Sarah Tyson Hallowell est l'une des organisatrices puis le chef adjoint du Département des beaux-arts de l'Exposition universelle de 1893 à Chicago. Au départ, elle postule pour le poste de responsable ayant plus de dix ans d'experience à organiser de grandes expositions et à développer des relations importantes au sein de la communauté artistique. Elle bénéficie à cette époque de puissants soutiens sociaux et politiques qui font pression pour qu'elle obtienne le rôle. Bien qu’étant une candidate bien placée, elle n'est pas nommée. L'auteur Carolyn Kinder Carr déclare : « Comme les articles de journaux de l'époque l'ont clairement indiqué, son sexe l'a rendue inéligible pour ce poste de haut niveau. ».
Sarah Tyson Hallowell est chargée de gérer la venue des œuvres d'origine européennes et de trouver des femmes artistes pour des peintures murales. Travaillant principalement depuis Paris et à la demande de Berthe Palmer, elle identifie Mary Fairchild et Mary Cassatt, qui devient l'une de ses amies par la suite dans les années 1890. Soap Bubbles d'Elizabeth Gardner fait partie des œuvres sélectionnées par Sarah Tyson Hallowell.
Sarah Tyson Hallowell, qui rencontra Auguste Rodin au début des années 1890 lors de la préparation de l'exposition universelle devient sa « meilleure amie américaine ».

### Vie en France
En 1894, Sarah Tyson Hallowell s'installe à Paris avec sa mère et sa nièce. Elle travaille principalement pour le compte de l'Art Institute of Chicago,. Elle sélectionne et envoie à l'Art Institute les œuvres d'artistes français comme Rodin et Robert Henri,.
Au tournant du siècle, sa mère et sa nièce et elle-même vivent à Moret-sur-Loing, près de Fontainebleau,,.
Elle cesse de travailler pour l'Art Institute of Chicago lorsque la Première Guerre mondiale éclate.

### Participation à l'effort de guerre
Sarah et sa nièce vivent à Moret-sur-Loing pendant la Première Guerre mondiale et elle se porte volontaire à l'hôpital local. [nb 2] Leurs domicile devient un atelier de couture pour repriser les vêtements pour les soldats et les réfugiés. Leurs efforts, qui se sont poursuivis après la guerre, sont soutenus par des dons de leur cousin, T. Morris Perot de Pennsylvanie entree autres.
Sarah Tyson Hallowell meurt le 19 juillet 1924 à Moret-sur-Loing, où elle est enterrée,.